# Samraong Tong
Samraong Tong är ett distrikt i Kambodja.   Det ligger i provinsen Kampong Spoe, i den södra delen av landet, 50 km söder om huvudstaden Phnom Penh.